# Lacalm
Lacalm (okzitanisch: La Calm) ist eine frühere französische Gemeinde mit 166 Einwohnern (Stand: 1. Januar 2018) im Département Aveyron in der Region Okzitanien. Als Gemeinde gehörte sie zum Arrondissement Rodez und zum Kanton Aubrac et Carladez. Die Einwohner werden Lacannais genannt.
Seit dem 1. Januar 2016 ist Lacalm Gemeindeteil der Commune nouvelle Argences en Aubrac.

## Geografie
Lacalm liegt etwa 53 Kilometer nordnordöstlich von Rodez am Flüsschen Ruols.

## Bevölkerungsentwicklung
| 1962                       | 1968 | 1975 | 1982 | 1990 | 1999 | 2006 | 2013 |
| -------------------------- | ---- | ---- | ---- | ---- | ---- | ---- | ---- |
| 424                        | 393  | 301  | 274  | 230  | 208  | 204  | 185  |
| Quellen: Cassini und INSEE |      |      |      |      |      |      |      |

## Sehenswürdigkeiten

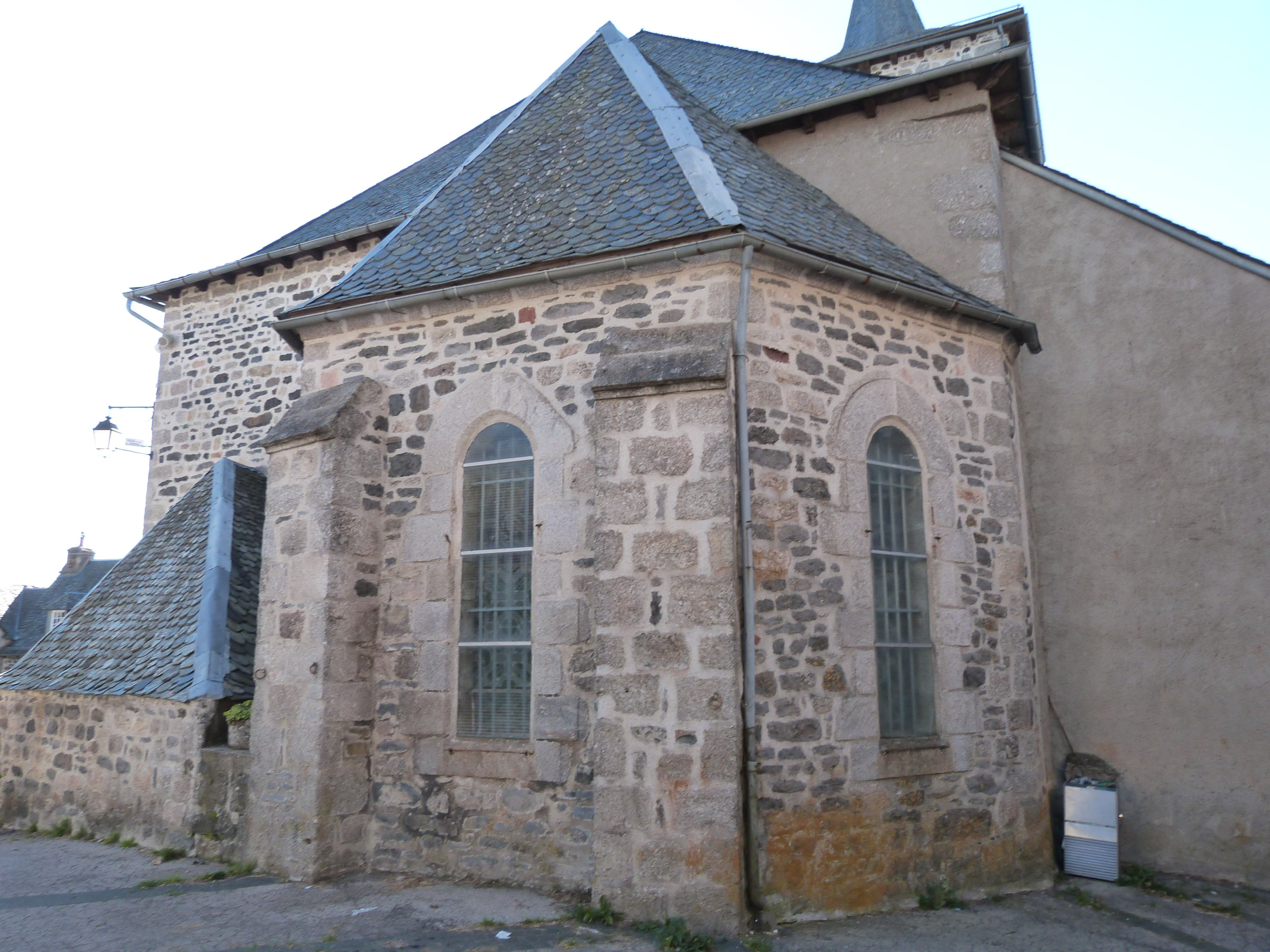
Kirche Sainte-Foy

- Kirche Sainte-Foy